# Le Hameau (Assesse)
Pour les articles homonymes, voir Hameau (homonymie).
Le Hameau est une localité de la commune belge d'Assesse située en Région wallonne dans la province de Namur.
Avant la fusion des communes de 1977, Le Hameau faisait déjà partie de la commune d'Assesse.

## Situation
Le Hameau se situe au sud du village d'Assesse et au nord du hameau de Mianoye. Cette localité assez étendue est principalement bâtie sur un tige du Condroz (altitude jusqu'à 295 m). Elle est située entre deux axes routiers d'importance : l'autoroute E411 passe à l'ouest de la localité et la route nationale 4 se trouve au nord-est.

## Description
On y dénombre quelques fermes mais aucun édifice religieux n'est répertorié. Par sa situation proche de ces grands axes routiers, la localité s'est fortement agrandie par la construction de nouvelles habitations de type pavillonnaire principalement le long de la rue du Cahoti. Les autres rues du Hameau sont : les rues du Vivier, du Pré à l'Aune, des Tilleuls, du Puits Saint-Martin, du Fonds Robinet, de Wavreumont et du Hameau. On compte approximativement 150 habitations.